# Флоридський південний коледж
Флоридський південний коледж (Florida Southern College, Florida Southern, Southern або FSC) — приватний коледж у Лейкланді, Флорида. У 2019 році чисельність студентів складає понад 3000 й 130 штатних викладачів. Коледж пропонує 50 бакалавратів та допрофесійних програм, аспірантури з сестринства, бізнесу та освіти, а також аспірантури з сестринства, освіти та лікувальної фізкультури.
Флоридський південний коледж є домом найбільшої в світі колекції архітектури в одному місці від Френка Ллойда Райта. Для свого рейтингу в 2011 та 2012 роках The Princeton Review обрало кампус Флоридського південного коледжу як найкрасивіший у країні.
Флоридський південний коледж виграв 30 національних титулів у змаганнях NCAA Division II у кількох видах спорту, чоловічому гольфі (13 титулів), бейсболі (9), жіночому гольфі (4), чоловічому баскетболі (2), софтболі (1) та жіночому лакросі (1). Офіційним талісманом коледжу є Моксі водяний мокасин, але на них також посилається прізвисько Мокс. Офіційні кольори коледжу та його атлетичних команд — червоно-білі.